# 常立寺 (藤沢市)
常立寺（じょうりゅうじ）は、神奈川県藤沢市片瀬にある日蓮宗の寺。山号は龍口山。北条時宗の命により処刑された杜世忠ら元国使の塚がある事で知られる。また枝垂れ梅の名所としても知られ、梅がほころぶ初春には多くの観光客が訪れる。旧本山は身延山久遠寺。潮師法縁。

## 歴史
龍口には罪人の処刑場があったが、場所については諸説あり、処刑場は龍口寺の入口西側、埋葬地は常立寺、すばな通り中央付近の西側などの説がある。
第一の元寇である文永の役の翌年、文永12年（1275年）4月15日長門国室津（現在の山口県下関市）に上陸し、高麗等の各国と同様に元への服従を求める国書を携えた杜世忠ら元の国使ら5名も建治元年（1275年）9月7日処刑されこの地に葬られた。
処刑された者たちを弔うため「誰姿森（たがすのもり）」と呼ばれる龍口寺の隣接地に埋葬され、「面影塚（おもかげづか）」を作り供養塔を立てた。
ここに真言宗の回向院利生寺と称した寺が創建されたのが常立寺のもとである。
その後利生寺は享禄5年（1532年）に妙光山法華寺（現円融寺）7世日豪により日蓮宗へと改宗し常立寺と改称した。
当初は法華寺の末寺であったが元禄11年（1698年）身延山久遠寺の末寺となる。
改宗後は周辺の日蓮宗の寺7ヶ寺と共に輪番で龍口寺の住職を務めていたが（片瀬八ヶ寺）、龍口寺に住職が置かれるようになった1886年（明治19年）以降は輪番制度はなくなり、本寺の運営に専念するようになった。
第4世日等の時に番神堂が造られた。
1925年（大正15年）9月7日、住職の磯野本精により元使塚が建てられた。
2005年（平成17年）4月7日、朝青龍や白鵬らモンゴル出身の幕内・十両力士らが元使塚を参拝。モンゴルで青い布（青はモンゴルで英雄を意味する色）を五輪塔に巻き、元使を弔った。その後も毎年、藤沢で大相撲巡業の際にモンゴル出身力士による元使塚参拝が行われるようになり、五輪塔には常に青い布が巻かれるようになった。
2007年（平成19年）3月1日、モンゴル国大統領のナンバリーン・エンフバヤル夫妻が元使塚を参拝した。

## 交通
- 湘南モノレール江の島線湘南江の島駅より徒歩1分。江の島道（国道467号旧道）沿い。

## 写真集

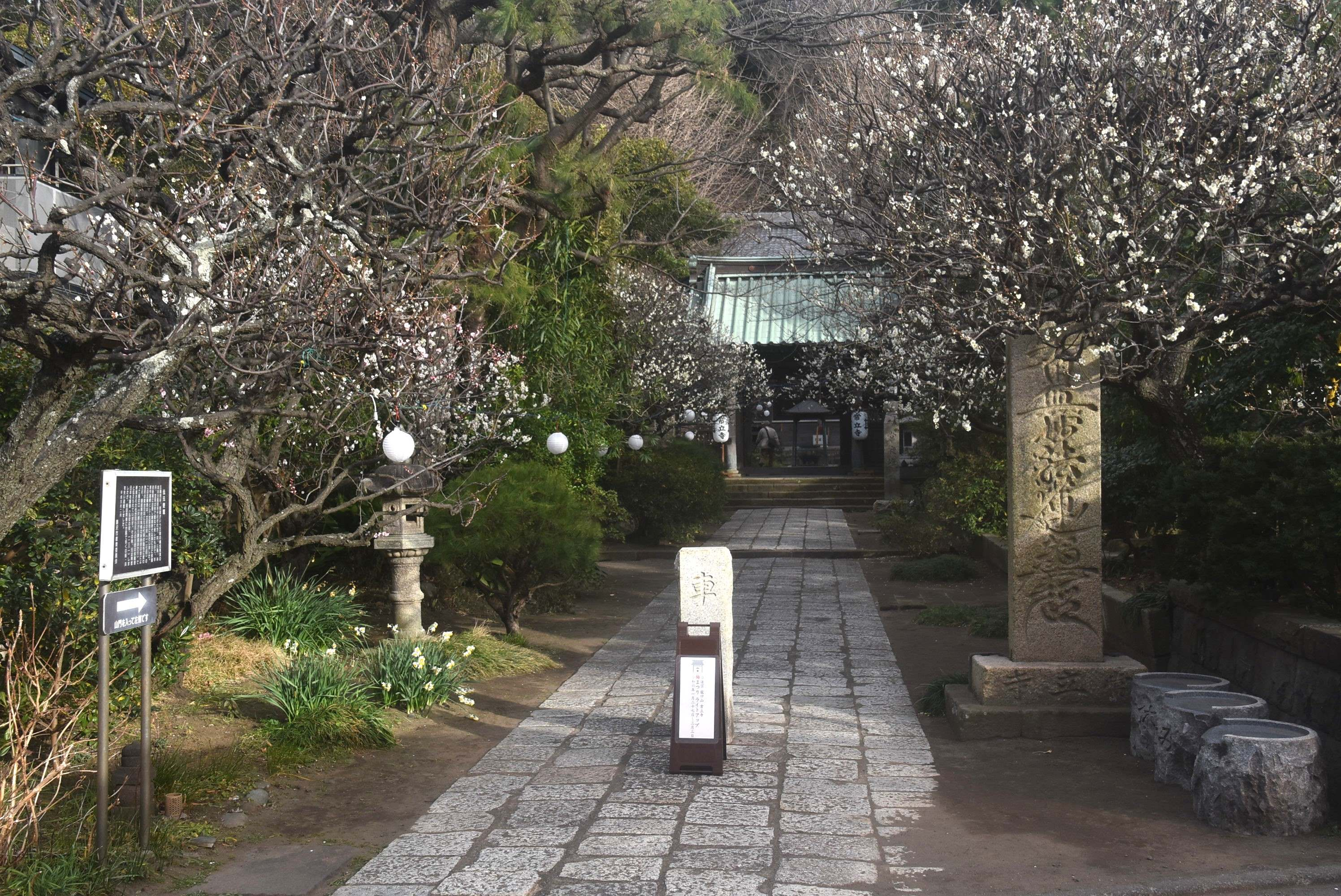
常立寺入り口
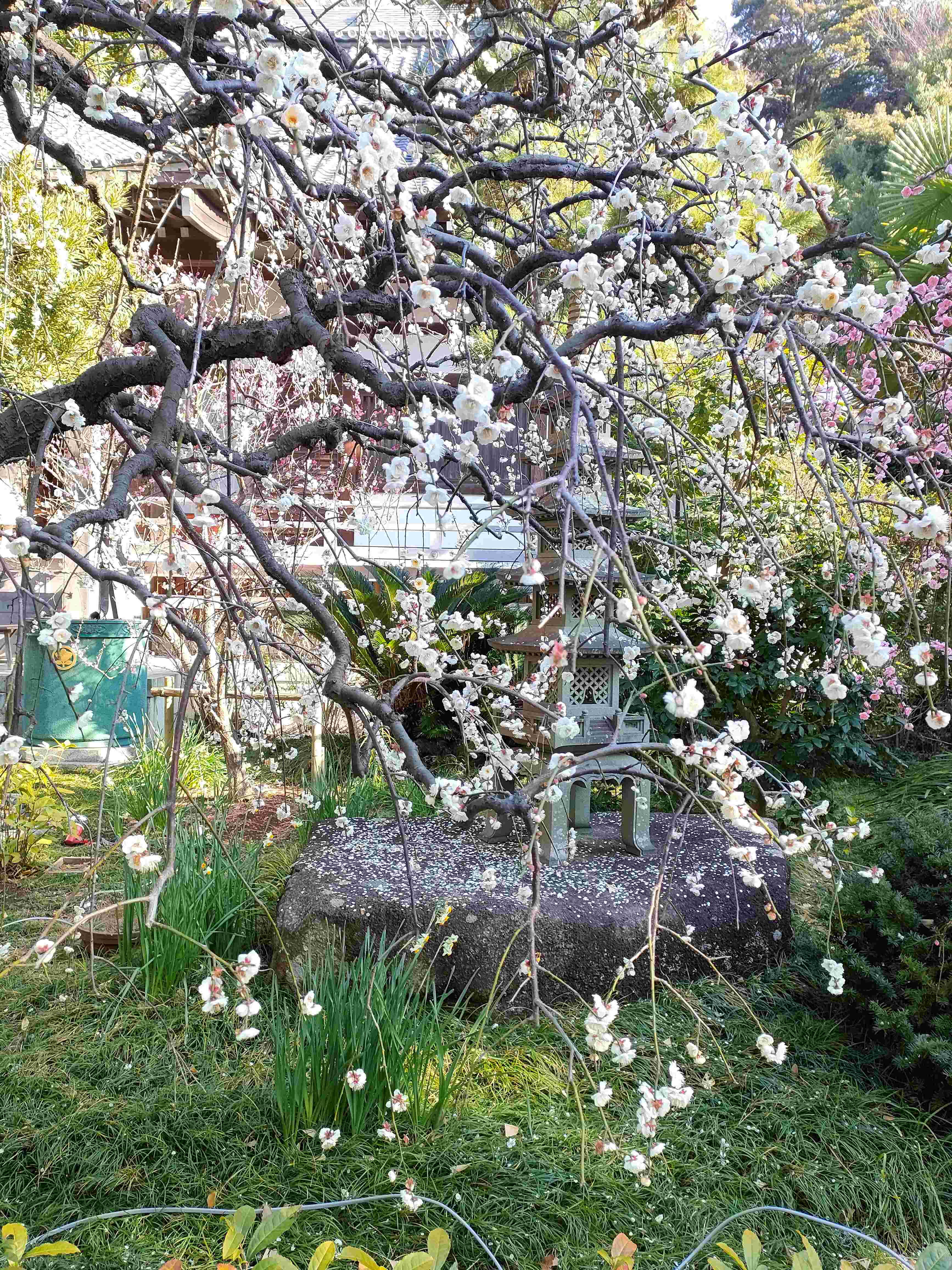
しだれ梅（白）
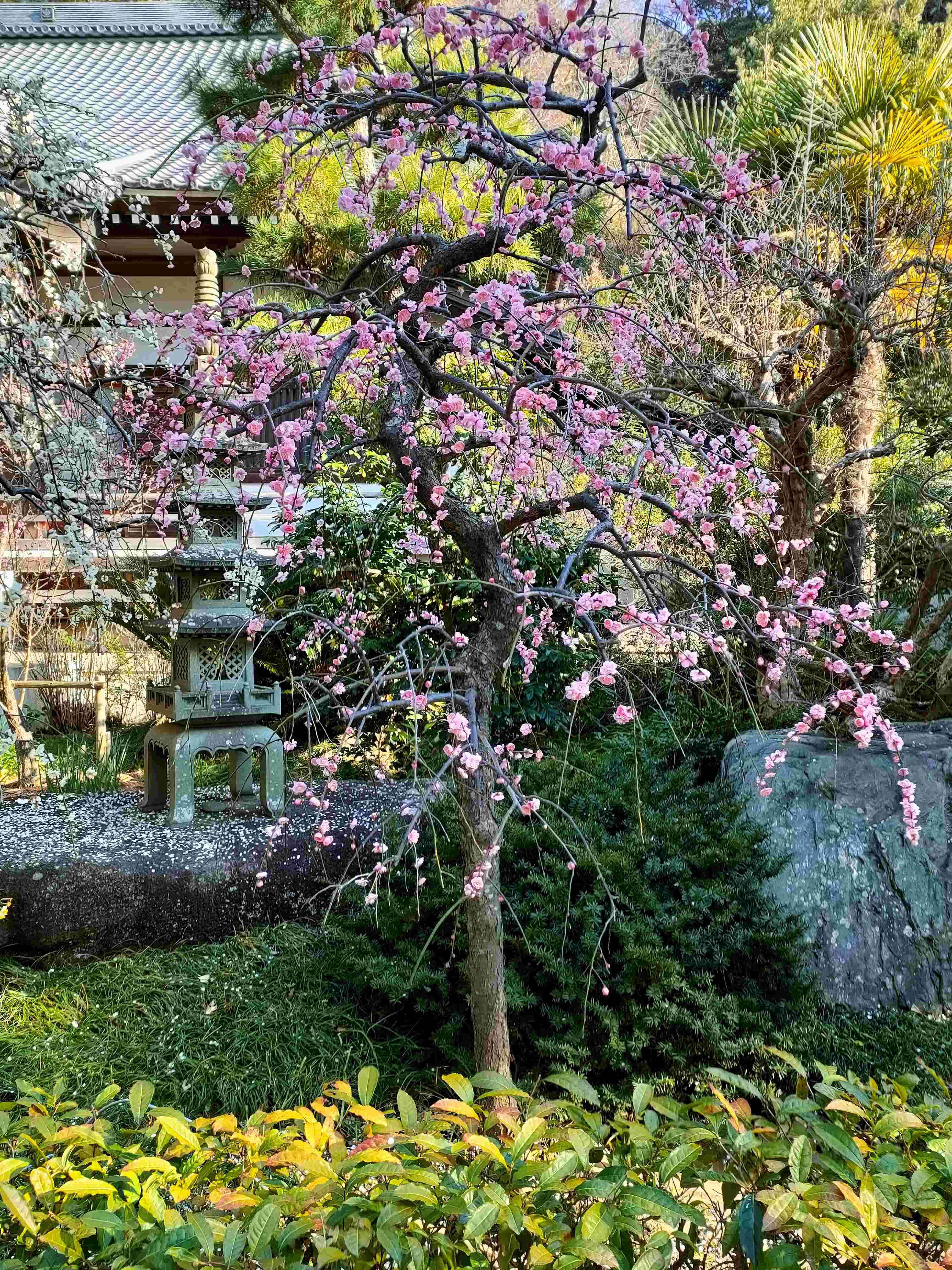
しだれ梅（ピンク）
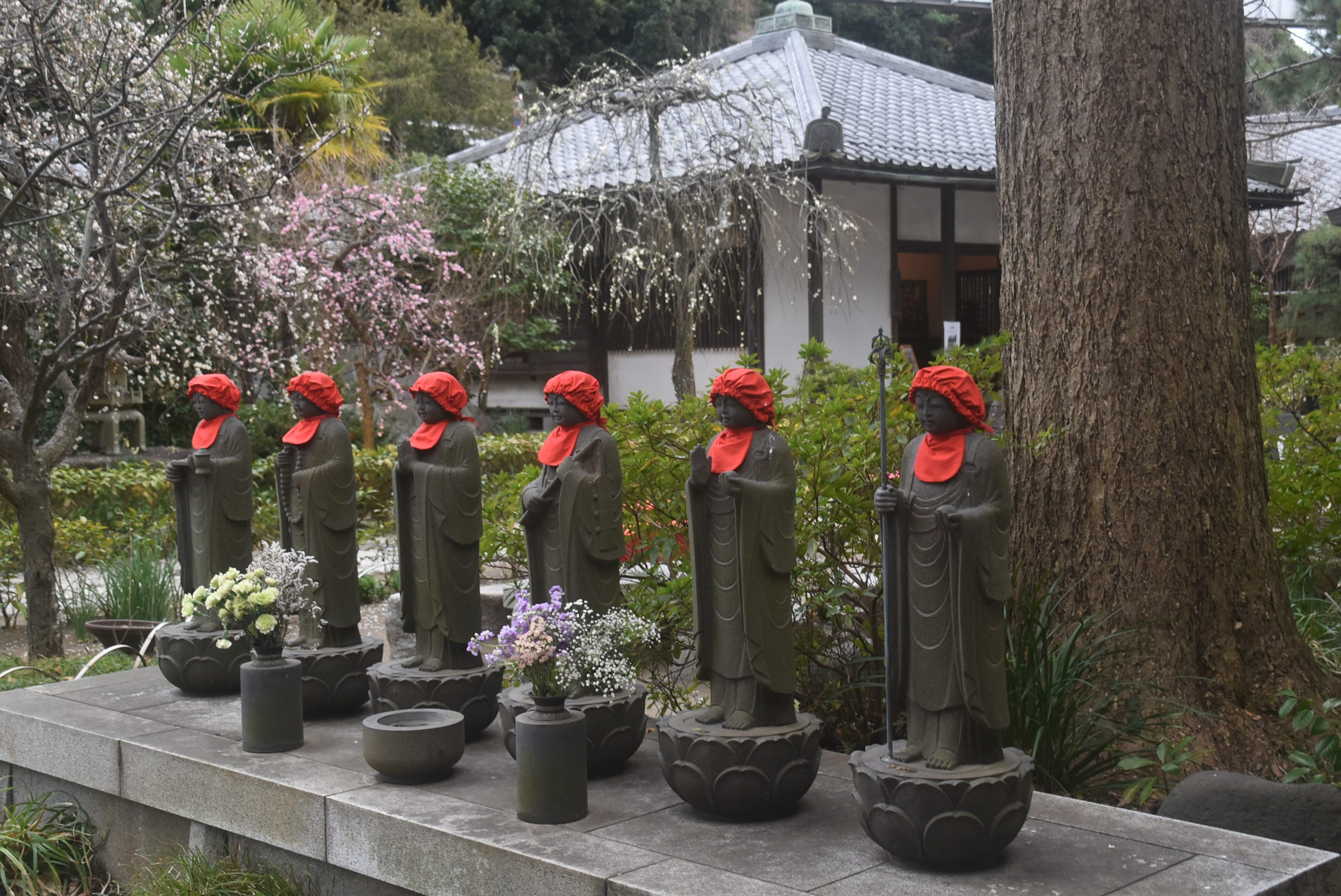
境内の六地蔵